# شریف‌اوبا
شریف‌اوبا (به ترکی آذربایجانی: Şərifoba) یک منطقه مسکونی در جمهوری آذربایجان است که در شهرستان خاچماز و در دهیاری اوزون‌اوبا واقع شده‌است.